# Komplementkomponente C3
Die Komplementkomponente C3, oft einfach C3 genannt, ist ein Protein des Immunsystems. Es spielt eine zentrale Rolle im Komplementsystem und trägt zur angeborenen Immunabwehr bei. Beim Menschen wird es auf Chromosom 19 von einem Gen namens C3 kodiert.

## Funktion
C3 spielt eine zentrale Rolle bei der Aktivierung des Komplementsystems. Seine Aktivierung ist sowohl für den klassischen als auch für den alternativen Komplementaktivierungspfad erforderlich. Menschen mit C3-Mangel sind anfällig für bakterielle Infektionen.
Eine Form der C3-Konvertase, auch bekannt als C4b2a, wird durch ein Heterodimer aus aktivierten Formen von C4 und C2 gebildet. Sie katalysiert die proteolytische Spaltung von C3 in C3a und C3b, die bei der Aktivierung über den klassischen Weg sowie über den Lektinweg entstehen. C3a ist ein Anaphylatoxin und die Vorstufe einiger Zytokine wie ASP, und C3b dient als Opsonisierungsmittel. Faktor I kann C3b in C3c und C3d spalten, wobei letzteres eine Rolle bei der Verstärkung von B-Zell-Reaktionen spielt. Im alternativen Komplementweg wird C3 durch C3bBb gespalten, eine andere Form der C3-Konvertase, die aus aktivierten Formen von C3 (C3b) und Faktor B (Bb) besteht. Sobald C3 zu C3b aktiviert ist, wird ein reaktiver Thioester freigesetzt, der es dem Peptid ermöglicht, sich kovalent an jede Oberfläche zu binden, die ein Nukleophil wie ein primäres Amin oder eine Hydroxylgruppe bereitstellen kann. Aktiviertes C3 kann dann mit Faktor B interagieren. Faktor B wird dann durch Faktor D aktiviert, um Bb zu bilden. Der entstehende Komplex, C3bBb, wird als C3-Konvertase des alternativen Weges (AP) bezeichnet.
Die Deaktivierung von C3bBb erfolgt in mehreren Schritten. Zunächst wird die proteolytische Komponente der Konvertase, Bb, durch Komplementregulationsproteine mit DAF-Aktivität. Anschließend wird C3b schrittweise zu iC3b, C3c + C3dg und schließlich zu C3d abgebaut. Faktor I ist die Protease, die C3b spaltet, aber für ihre Aktivität einen Kofaktor benötigt (z. B. Faktor H, CR1, MCP oder C4BP).

## Struktur
Mehrere kristallographische Strukturen von C3 wurden bestimmt und zeigen, dass dieses Protein 13 Domänen enthält.
Das C3-Vorläuferprotein wird zunächst durch die Entfernung von 4 Argininresten prozessiert, wodurch zwei Ketten, beta und alpha, entstehen, die durch eine Disulfidbindung verbunden sind. Die C3-Konvertase aktiviert C3 durch Abspaltung der Alpha-Kette, wodurch C3a-Anaphylatoxin freigesetzt und C3b (Beta-Kette + Alpha'-Kette) gebildet wird.

## Biochemie

### Biosynthese
Beim Menschen wird C3 überwiegend von Hepatozyten und bis zu einem gewissen Grad von Keratinozyten der Epidermis synthetisiert.

### Wechselwirkungen
Es wurde nachgewiesen, dass die Komplementkomponente 3 mit Faktor H interagiert.

## Pathologie
C3-Mängel führen zu genetischen Infektionen, die in der Regel für das Neugeborene tödlich verlaufen.

### Klinische Anwendung
Der C3-Gehalt im Blut kann gemessen werden, um eine bestimmte medizinische Diagnosen zu bestätigen oder zu widerlegen. Niedrige C3-Werte werden zum Beispiel mit systemischem Lupus erythematodes (SLE) und einigen Arten von Nierenerkrankungen wie postinfektiöser Glomerulonephritis, membranoproliferativer Glomerulonephritis und Shunt-Nephritis in Verbindung gebracht.